# 夫妻山
夫妻山，位于黔南地区，为广西和贵州交接处。夫妻山的来由当地民间有很多种说法，最多的说法是在远古时代万物都是移动的，包括山水树木，花草丛林都想人类一样行走自如，有一天一对夫妻正在路中相拥，正值天神发怒，让万物在一瞬间静止，于是这对便是如之前一般相拥而止，夫妻山之名便由此而来。从远处看两座山之间似乎相互伸出手拥抱，安然恬适。山上树木郁郁葱葱，夫妻山在当地民间地位之高，人们都把它当神灵一样祭祀。